# Бабчин (деревня)
Бабчин (бел. Бабчын) — упразднённая деревня в Хойникском районе Гомельской области Беларуси. Входила в состав Стреличевского сельсовета.

## География

### Расположение
В 12 км на юг от районного центра Хойники и железнодорожной станции в этом городе, расположенной на ветке Василевичи — Хойники, отходящей от линии Брест — Гомель, в 122 км от Гомеля.
Находится на территории Полесского радиационно-экологического заповедника.

## Транспортная система
Транспортная связь по просёлочной, а затем по автодороге Хойники — Брагин. Жилых домов нет (2004 год). Планировка состоит из слегка криволинейной улицы, с ориентацией с юго-запада на северо-восток, к ней примыкает короткая улица с меридиональной направленностью и на севере примыкает слегка выгнутая улица. На западе небольшие обособленные участки застройки. Застройка двухсторонняя, дома деревянные, усадебного типа.

### Гидрография
На юге и западе мелиоративные каналы, связанные с Погонянским каналом.

## Экология и природа
Недалеко от деревни есть залежи торфа.
В связи с радиационным загрязнением после катастрофы на Чернобыльской АЭС жители (194 семьи) переселены в места не загрязнённые радиацией.

## История
Согласно письменным источникам деревня известна с начала XVI века, как деревня в Киевском воеводстве Великого княжества Литовского. В 1740 году возле места, где размещался замок бывшего владельца местечка Вишневецкого, построено Крестовоздвиженская церковь. После второго раздела Речи Посполитой в 1793 году в составе Российской империи. В 1811 году село во владении Ракицких. В 1844 году владение Аскерко. В 1885 году действовала винокурня, мельница. В 1897 году располагались церковь, часовня, 2-классная церковно-приходская школа, магазин, ветряная мельница и фольварк. В Микуличской волости Речицкого уезда Минской губернии. В 1905 году создан крестьянский союз.
С 8 декабря 1926 года (до 16 июля 1954 года) центр Бабчинского сельсовета Хойникского района Речицкого, с 9 июня 1927 года по 26 июля 1930 года Гомельского округов, с 20 февраля 1938 года Полесской, с 8 февраля 1954 года Гомельской областей.
В 1930 году в деревне организованы колхозы «Коминтерн» и «Октябрь». Работали 2 ветряные мельницы, 4 кузницы.
Во время Великой Отечественной войны 17 мая 1943 года оккупанты расстреляли 21 местного жителя. На фронтах и партизанской борьбе погибли 294 жителя деревни и деревень входящих в колхоз «Октябрь». В память о погибших в 1970 году в центре деревни, в сквере, поставлена скульптурная композиция.
В 1959 году деревня была центром колхоза «Октябрь». Действовали лесничество, средняя школа имени В. П. Полесского, Дом культуры, библиотека, фельдшерско-акушерский пункт, отделение связи, магазин.
Решением Хойникского районного Совета депутатов от 20 сентября 2011 г. № 68 «Об упразднении сельских населённых пунктов Хойникского района» деревня Бабчин Стреличевского сельсовета упразднена.

## Население

### Численность
2011 год — жителей нет

### Динамика
- 1834 год — 53 двора
- 1850 год — 315 жителей
- 1885 год — 56 дворов, 357 жителей
- 1897 год — 92 двора, 523 жителя (согласно переписи), фольварк — 2 двора и 51 житель
- 1908 год — 120 дворов, 713 жителей
- 1959 год — 839 жителей (согласно переписи)
- 1980-е годы — жители (194 семьи) переселены

## Инфраструктура
- Расположен научно-административный корпус и здание музея[4] Полесского государственного радиационно-экологического заповедника
- Пчелопасека

## Достопримечательность
- Памятник землякам, погибшим годы Великой Отечественной войны. В 1970 году в центре деревне, в сквере, установлена скульптурная композиция.
- Обелиск в честь мирных жителей, расстрелянных немецко-фашистскими захватчиками в 1943 году. Установлен на Бабчинском кладбище.
- Могила жертвам фашизма, где похоронены 31 мирный житель деревни, расстрелянный немецко-фашистскими захватчиками в 17.05.1943. Обелиск установлен в 1955 году в 3 км на юг от деревни Бабчин.

## Известные лица
- Метлицкий, Николай Михайлович — белорусский поэт.